# Careproctus paxtoni
Careproctus paxtoni är en fiskart som beskrevs av Stein, Chernova och Anatoly Petrovich Andriashev 2001. Careproctus paxtoni ingår i släktet Careproctus och familjen Liparidae. Inga underarter finns listade.